# グリゴリー・ストリャーロフ
グリゴーリー・アルノリドヴィッチ・ストリャローフ（露: Григо́рий Арно́льдович Столяро́в、 Grigoriy Arnoldovich Stolyarov（Stolarov）、1892年3月20日（ユリウス暦3月8日） オデッサ - 1963年9月14日 モスクワ）は、ソビエト連邦の指揮者。
サンクトペテルブルク音楽院で、レオポルト・アウアーに、ヴァイオリンをニコライ・チェレプニンに指揮法を、アレクサンドル・グラズノフに作曲法を学ぶ。1915年に卒業と同時に、ペテルブルク・ルネッサンス劇場の指揮者となり、1919年からオデッサ歌劇場の指揮者に転出する。1923年にはオデッサ音楽院の学長となり、1929年からはスタニスラフスキー・ネミロヴィチ・ダンチェンコ劇場の音楽監督を務め、1934年からはモスクワ音楽院の指揮科の教授も兼任するようになった。
1954年にはモスクワ・オペレッタ劇場の首席指揮者になり、終生この地位に留まった。ショスタコーヴィチの『ムツェンスク郡のマクベス夫人』のモスクワ初演の指揮を務めたほか、同作曲家唯一のオペレッタである『モスクワ・チェリョームシキ』の作曲を依頼し初演指揮を担当している。遺された録音にはドゥナエフスキーのオペレッタなどがある。

## 脚註
1. ↑  レニングラード・マールイ劇場と世界初演を競い合ったが、結局初演はレニングラードで行われ、モスクワでの初演はその2日後に行われた。